# Josef Hlaváček
Josef Hlaváček (13. května 1934, Louny – 1. října 2008, Praha) byl český estetik a výtvarný kritik. Zabýval se českým výtvarným uměním 2. poloviny 20. století, v období normalizace nesměl pracovat v oboru. V 90. letech byl rektorem Vysoké školy uměleckoprůmyslové v Praze.

## Život
V roce 1959 vystudoval estetiku a dějiny umění na Karlově univerzitě. V 60. letech byl významnou osobností kulturního života v rodných Lounech. Pracoval ve zdejším osvětovém domě, byl spoluzakladatelem Galerie Benedikta Rejta, klubu přátel umění, filmového klubu a lidové univerzity. V letech 1968–1970 pracoval ve Filozofickém ústavu Československé akademie věd v Praze, roku 1970 ho musel z politických důvodů opustit.
Do roku 1989 pracoval v různých profesích (výhybkář, skladník, antikvář). V letech 1990–1991 působil jako vedoucí oddělení výtvarného umění na Ministerstvu kultury České republiky. Roku 1992 založil se svou manželkou Alenou Galerii 60/70, ve které až do roku 1997 na desítkách výstav představili české umění 60. a 70. let. V letech 1991–1994 působil jako profesor a v letech 1994–2000 jako rektor Vysoké školy uměleckoprůmyslové v Praze.

## Dílo
Je autorem mnoha článků, esejů a knih o současném výtvarném umění, např. o Hugo Demartinim, Jiřím Kolářovi, českém konstruktivismu 60. let, autorem scénářů televizních portrétů výtvarných umělců, např. o Věře Janouškové, Adrieně Šimotové, Zdeňku Sýkorovi.

### Výběrová bibliografie
- Hugo Demartini, Odeon, Praha 1991, ISBN 80-207-0279-2
- Výpovědi umění, Severočeské nakladatelství, Ústí nad Labem 1991, ISBN 80-7047-042-9
- Český konstruktivismus 60. let a jeho vyznění, in: Poesie racionality. Konstruktivní tendence v českém výtvarném umění 60. let. Katalog k výstavě pořádané ve Valdštejnské jízdárně v Praze 17. 10. 1993 – 2. 1. 1994, vyd. České muzeum výtvarných umění v Praze, Praha 1993, s. 54–111, ISBN 80-7056-019-3
- Umění je to, co dělá život zajímavější než umění (jak praví r. f.), Artefact, Praha 1999, ISBN 80-902160-2-1
- Cvičení z estetiky, Gallery, Praha 2007, ISBN 978-80-86990-10-1
- Memories are memories, Verzone, Praha 2011, ISBN 978-80-904546-6-8